# Bob Barr
Robert Laurence Barr, Jr. (ur. 5 listopada 1948 w Iowa City, Iowa) – amerykański polityk.
W latach 1995–2003 przez cztery kadencje Kongresu Stanów Zjednoczonych z ramienia Partii Republikańskiej był przedstawicielem stanu Georgia w Izbie Reprezentantów Stanów Zjednoczonych. W parlamencie był między innymi jednym z członków komisji powołanej w celu przeprowadzenia impeachmentu prezydenta Billa Clintona.
Barr wystąpił z Partii Republikańskiej w 2006 roku i w maju 2008 roku ogłosił zamiar ubiegania się o nominację Partii Libertariańskiej w wyborach prezydenckich w 2008 roku.